# Supro Ozark
La Supro Ozark 1560 S es una guitarra eléctrica vintage, que contiene un único pick-up cerca del puente. Es famosa por ser la primera guitarra eléctrica de Jimi Hendrix, la cual adquirío a los 16 años como regalo de su padre, quien la compró en una tienda de música llamada Myers en Seattle en 1958. Esta guitarra fue recreada por Roy Dalvin en diciembre de 1990, la cual poseía  cuerdas calibre 12 mm.
- Datos: Q1189583